# 阮明卿
阮明卿（?—?），明朝政治人物。萬曆年間官任首渠縣訓導。是給事中錢夢皋女婿。第二次妖書案中有禪師紫柏真可、醫師沈令譽被捕，牽連到阮明卿撰妖書。但察無實據。最後錢夢皋救援明卿，上書攻擊郭正域及沈鯉，認為是他們作妖書的。而胡化承认自己和阮明卿有仇而誣告。